# Agri Decumates

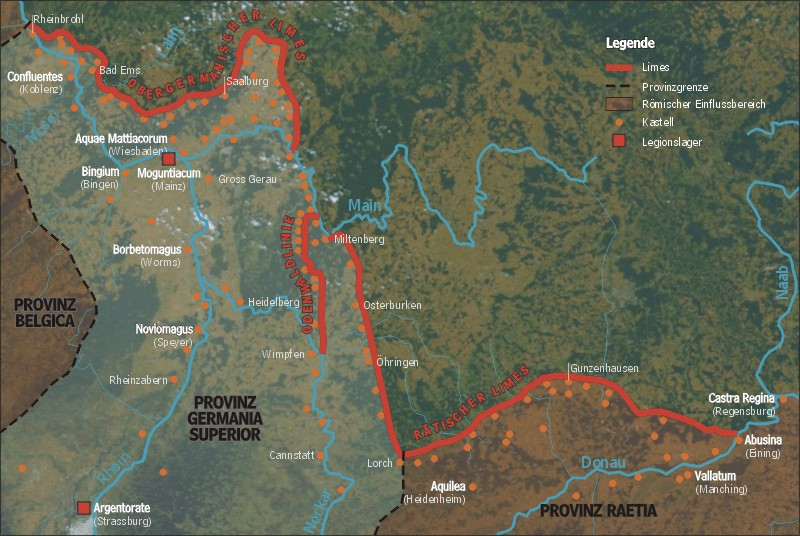
Położenie limes retogermańskich

Agri Decumates (łac. Ziemie Dziesięcinne) – rzymska nazwa terytorium w Germanii, położonego między Górnym Renem a Dunajem, obejmującego znaczną część dzisiejszego Schwarzwaldu.
Terytorium to zostało opanowane przez Rzymian w latach 69-85, z zamiarem skrócenia granicy. Dla ochrony opanowanych terenów zbudowano limes (tzw. limes retogermański) o długości 485 km, który tworzyły: droga, ziemny wał wzmacniany drewnem oraz liczne forty i bastiony. W roku 263 podczas zamętu wywołanego pojmaniem cesarza Waleriana I przez Sasanidów rzymskie wojska opuściły limes i Agri Decumates zostały opanowane przez ludy germańskie.